# Xylometazolin
Xylometazolin ist eine chemische Verbindung aus der Gruppe der Imidazol-Derivate. Sie wird als Arzneistoff zum Abschwellen der Nasenschleimhaut eingesetzt. Als direktes α-Sympathomimetikum ist sie sowohl ein α1-Adrenozeptor-Agonist als auch ein α2-Adrenozeptor-Agonist und bewirkt die Kontraktion von glatter Muskulatur. Dadurch werden die lokal gelegenen Blutgefäße in der Nase verengt (Vasokonstriktion) und die geringere Durchblutung lässt die Schleimhäute abschwellen. Xylometazolin findet daher in Nasensprays, Nasensalben und Nasentropfen Anwendung.

## Entwicklung und Vermarktung
Xylometazolin wurde von Albrecht Hüni aus Basel bei dem pharmazeutischen Unternehmen Ciba erstmals synthetisiert und im Jahre 1959 zum Patent angemeldet. Die Patenterteilung in der Schweiz erfolgte 1961. Mittlerweile sind diverse xylometazolinhaltige Schnupfensprays und -tropfen auch als Generikum erhältlich. Xylometazolin ist in Deutschland, Österreich und der Schweiz apotheken-, aber nicht rezeptpflichtig.

## Wirkung
Xylometazolin hat eine ähnliche Wirkweise wie Adrenalin und bindet an die gleichen Rezeptoren. Nach Resorption durch die Nasenschleimhäute entfaltet es zuerst eine lokale Wirkung an den α-Rezeptoren in den Blutgefäßen der Nasenschleimhaut (dies bewirkt das Abschwellen) und danach auch eine systemische Wirkung durch die Aufnahme in den Blutkreislauf. Aus diesem Grund sollte es nicht von Patienten mit hohem Blutdruck oder anderen Herzproblemen angewendet werden. Bei Säuglingen und Kleinkindern sind Atemdepression und komatöse Zustände möglich. Eine Anwendung in der Schwangerschaft ist nach heutigem Wissen, innerhalb des therapeutischen Dosisbereichs, nicht kontraindiziert.

## Nebenwirkungen
Es kann zu folgenden Nebenwirkungen kommen:
- Atemwege – häufig (1–10 %): Xylometazolin kann speziell bei empfindlichen Patienten vorübergehend leichte Reizerscheinungen (Brennen oder Trockenheit der Nasenschleimhaut) verursachen. Der Arzneistoff kann nach Abklingen seiner Wirkung zu einer verstärkten Schleimhautschwellung (reaktive Hyperämie) führen. Längerer oder häufiger Gebrauch sowie höhere Dosierung von Xylometazolin führen zur Toleranzentwicklung (Gewöhnung) und können innerhalb der Nase zu Brennen oder Trockenheit der Schleimhaut sowie einer reaktiven Kongestion mit Rhinitis medicamentosa (Arzneimittelschnupfen) führen. Dieser Effekt kann schon nach 5-tägiger Behandlung auftreten und nach fortgesetzter Anwendung eine bleibende Schleimhautschädigung mit Borkenbildung (Rhinitis sicca) hervorrufen.[8]
- Nervensystem – Selten (0,01–0,1 %): Kopfschmerzen, Schlaflosigkeit – auch Müdigkeit.
- Herz und Kreislauf: Bei der örtlichen Anwendung in der Nase kommt es gelegentlich (0,1–1 %) zu systemischen Nebenwirkungen wie Herzklopfen, Pulsbeschleunigung, Blutdruckanstieg.
- Auswirkungen auf Kraftfahrer und die Bedienung von Maschinen: Bei längerer Anwendung oder hoher Dosierung von Xylometazolin sind systemische Effekte mit Auswirkung auf das Herz-Kreislauf-System und zentral nervöse Nebenwirkungen nicht auszuschließen. In diesen Fällen kann die Fähigkeit zum Führen eines Kraftfahrzeuges sowie die Bedienung von Maschinen beeinträchtigt sein.

## Handelsnamen
Monopräparate

Balkis (D), GeloNasal (D), Hysan (D), Imidin (D), Nasben (CH), Nasobol (CH), Olynth (D, A), Otriven (D), Otrivin (A, CH), Rapako xylo (D), RatioSoft (A), Rhinostop (CH), Rinosedin (CH), Schnupfen Endrine (D), Snup (D), Rhinovin (ESP), zahlreiche Generika (D, A, CH)
Kombinationspräparate

- mit Dexpanthenol: Nasic (A, CH, D), NasenDuo Ratiopharm (D)
- mit Ipratropiumbromid: Otrivin Duo (A)
- mit Carbocystein: Triofan (CH)